# Émile Arbogast
Auguste Émile Arbogast (* 23. März 1901 in Wasselonne; † 12. Februar 1978 in Straßburg) war ein französischer Schwimmer.

## Karriere
Arbogast nahm 1920 an den Olympischen Spielen in Antwerpen teil. Hier scheiterte er in den Wettbewerben über 200 m und 400 m Brust jeweils im Vorlauf an der Halbfinalqualifikation.